# Fibera KK-1e Utu

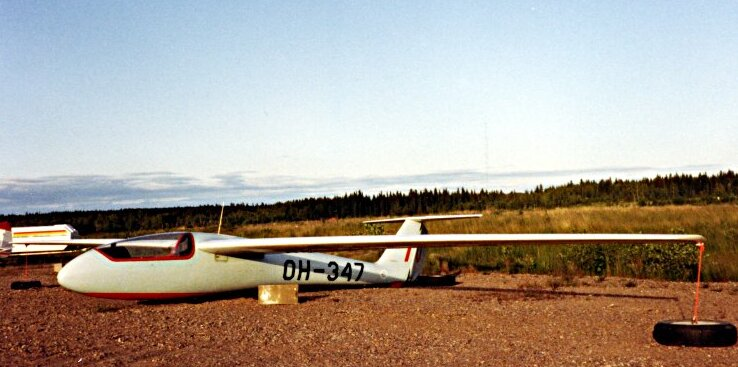
Veleggiatore KK-1e Utu a Tampere

Il Fibera KK-1e Utu (in italiano: nebbia) è un aliante veleggiatore finlandese ad ala media, impennaggio a T, monoposto, classe FAI Standard che è stato progettato da Ahto Anttila e prodotto da Fibera negli anni 60 del 1900.

## Progetto e sviluppo[2]
Il KK-1e Utu è stato uno dei primi veleggiatori rigidi prodotti in serie, il primo a volare nel 1964.La struttura è stratificata costituita da schiuma poliuretanica compressa tra due superfici in poliestere rinforzato da fibra di vetro. Questa struttura era differente da quella utilizzata fin ad allora da altri costruttori, anche per le scarse proprietà meccaniche della schiuma poliuretanica.
Il KK-1e ha apertura alare 15,0 m (49,2 ft). L'ala, monotrave, utilizza un profilo NACA 63-618 all'attacco, che cambia in una sezione NACA 63-612 verso l'estremità. Ogni semiala è dotata di alettone e diruttore che modifica il bordo d'uscita permettendo di ottenere anche un'azione frenante. Il carrello d'atterraggio è un monotraccia fisso.
Il velivolo non è stato certificato negli Stati Uniti d'America e l'unico che vi è stato importato è stato registrato dalla Federal Aviation Administration nella categoria Sperimentale - Esibizione/Corsa.

## Esemplari[4]
| S/N | ID      | Registrazione | Rimozione  | Proprietari | Situazione                                                    |
| --- | ------- | ------------- | ---------- | --- | ------------------------------------------------------------- |
| 1   | OH-LKX  | 20/08/1964    | 26/10/1966 | Club d'Aviazione Associazione B28 | utilizzo per i collaudi                                       |
| 1   | OH-LKY  | 03/11/1965    | 04/10/1966 | Oy Fibera Ab | utilizzo per i collaudi                                       |
| 2   | OH-LKZ  | 12/05/1966    | 30/07/1969 | Oy Fibera Ab | danneggiato in atterraggio a Hyvinkää il 04/07/1966           |
| 2   | OH-LKW  | 08/06/1966    | 30/07/1969 | Oy Fibera Ab | prove aerodinamiche                                           |
| 10  | OH-LKV  | 04/09/1966    | 30/07/1969 | Oy Fibera Ab, Club Aeronautico Associazione Wiima                                                                                    | distrutto a Vehmaa il 30/05/1967                              |
| 11  | OH-LKA  | 14/01/1967    | 31/01/1969 | Oy Fibera Ab | distrutto a Hyvinkää il 15/04/1968                            |
| 12  | OH-LKB  | 14/01/1967    | 15/04/1982 | Oy Fibera Ab, P. Mäki, S. Niiranen, Associazione LK dell'Air Force Academy                                                           | OH-341, distrutto a Menkijärvi il 06/07/1981                  |
| 13  | OH-LKE  | 08/08/1967    | 27/06/1983 | IK Wiima ry | OH-355, museo finlandese dell'aviazione                       |
| 14  | OH-LKD  | 27/06/1967    | 10/02/1969 | Karhulan IK ry | Danimarca OY-FKX, Islanda TF-SBJ e TF-Utu                     |
| 15  | OH-LKC  | 15/05/1967    | 01/06/1972 | Oy Fibera Ab, A. Flander | OH-349, Danimarca OY-XCJ, museo di Helsingør                  |
| 16  | OH-LKF  | 21/06/1967    | 31/12/1989 | Oy Fibera Ab, Karhulan IK ry, Tampereen IY ry, J. Tuominen                                                                           | OH-347, museo dell'aviazione del club Karhula, aerodromo Kymi |
| 17  | OH-LKG  | 21/06/1967    | 16/04/1969 | Oy Fibera Ab | distrutto a Wredeby il 18/08/1967                             |
| 18  | N1070   | 28/09/1967    | 30/01/2013 | Alcide Santilli | U.S. Southwest Soaring Museum                                 |
| 19  |         |               |            | venduto in Argentina | danneggiato durante il trasporto                              |
| 20  | OH-LKH  | 30/03/1968    | 31/01/1969 | Produttore: Bay Aviation Club, J. Mäkinen, V. Virtanen, R. Niemi, A. Rahikainen                                                      | distrutto a Kebnekaise 13/04/1968                             |
| 21  | OH-LKI  | 26/07/1968    | 03/10/1977 | T. Kelkola | OH-368, museo finlandese dell'aviazione                       |
| 22  | OH-LKJ  | 24/07/1969    | 01/07/1986 | associazione piloti Lakeuden, associazione Alajärvi                                                                                  | OH-360                                                        |
| 23  | OH-LKL  | 25/05/1968    | 25/06/1974 | Oy Fibera Ab, M. Roine; J. Uotila, H. Kamppuri & P. Törrönen; T. Uoti                                                                | OH-363, distrutto nei Paesi Bassi il 11/04/1974               |
| 24  | OH-LKK  | 09/04/1968    |            | restituito da Aeroclub di Malmö per problemi di documenti di importazione                                                            | distrutto il 18/07/1968                                       |
| 25  | OH-LKM  | 21/05/1968    | 31/12/1993 | Oy Fibera Ab; P. Ilveskivi, T. Laakso, Y. Mäkelä & G. Wasastjerna; associazione Sodankylän; P. Laitila; associazione LK Pietarsaaren | OH-362, OH-362X                                               |
| 26  | OH-LKN  | 28/05/1968    | 28/03/1984 | Oy Fibera Ab, associazione LK Turun                                                                                                  | OH-364, OH-364X                                               |
| 27  | OH-LKO  | 08/06/1968    | 16/08/1980 | Oy Fibera Ab, associazione IK Lahden                                                                                                 | Islanda TF-SEL, distrutto 7/1980                              |
| 28  | OH-421  | 31/05/1973    | 30/09/1991 | R. Niemi, A. Rahikainen, V. Virtanen, V. Vesanen & J. Uhari; Y. Mäkelä, P. Ilveskivi, J. Asteljoki, V-J Hokkanen, J. Haapaporras     | OH-421X                                                       |
| 35  | OH-473X | 25/05/1977    | 12/01/1988 | M. Lappalainen, J. Hälinen, M. Hälinen, V. Jalkanen, J. Pajula & V. Suhonen; Associazione Aviatori Ylä-Savon                         | distrutto a Iisalmi il 19/07/1987                             |

## Curiosità
Solo un KK-1e è stato importato nel 1967 negli Stati Uniti. Il 30/01/2013, quando è stato deregistrato dalla FAA, sigla N1070, era ancora intestato al suo proprietario originario.